# François Antoine Lallemand
Charles Lallemand (Metz, 23 giugno 1774 – Parigi, 9 marzo 1839) è stato un generale francese.
Fu un generale della rivoluzione e del Primo Impero francese. Esiliato negli Stati Uniti d'America nel 1815, fu riabilitato nel 1830, promosso luogotenente generale e fatto Pari di Francia.

## Biografia

### Origini famigliari e giovinezza
Figlio di un parrucchiere di Metz, François Antoine Lallemand nacque il 23 giugno 1774 a Metz, una piazzaforte del Regno di Francia; era fratello maggiore di Henri Dominique Lallemand. Ricevette una buona formazione.

### La Rivoluzione e il Consolato
Attirato dal mestiere delle armi, si arruolò come volontario nella 16ª compagnia di artiglieria leggera costituita a Strasburgo il 1º maggio 1792. Nei suoi ranghi Lallemand partecipò alle campagne delle Argonne e di Treviri. Entrò il 1º marzo 1793 nel 1º Reggimento Cacciatori a cavallo con il quale prestò servizio nelle armate della Mosella e della Sambre-et-Meuse. Nel mese ventoso dell'anno III fu nominato aiutante di campo provvisorio del generale Elie, comandante della II divisione militare, poi venne a Parigi il pratile successivo con il generale Louis Henri Loison che lo tenne nello stato maggiore della XVII divisione militare.
Il 13 vendemmiaio difese la Convenzione nazionale nei ranghi dello stato maggiore del generale Napoleone Bonaparte; ottenne la nomina di sottotenente dei dragoni e quella di aiutante di campo. Nominato tenente delle guide a cavallo dell'Armata d'Italia nell'anno V, partì per l'Egitto nell'anno VI e divenne capitano aiutante di campo del generale Junot durante l'assedio di Giaffa. Bonaparte lo utilizzò in quel tempo come negoziatore con l'ammiraglio inglese Sidney Smith.

### Ufficiale dellaGrande Armée
Capo di squadrone e cavaliere della Legion d'onore nell'anno XII, il Primo console lo incaricò di una missione a Santo Domingo al seguito del generale Leclerc. Al suo rientro in Francia seguì Junot in Portogallo, entrò come maggiore nel 18º reggimento dragoni e partecipò alla Campagna d'Austria. Colonnello del 27º reggimento dragoni dopo la battaglia di Jena, ufficiale della Legion d'Onore dopo la battaglia di Friedland, entrò in Spagna nel 1808 con l'11ª divisione di dragoni e rientrò in Francia nel 1809 per riposarsi.
Il 6 agosto 1811 fu promosso generale di brigata. Dal suo arrivo nella Murcia con la 2ª divisione di cavalleria, egli fece retrocedere gli insorti, prese molti prigionieri e il 21 giugno 1812, a Valencia de las Torres, attaccò una forte colonna di cavalleria britannica mettendola in rotta, uccidendo 300 cavalieri e 500 cavalli e facendo 130 prigionieri. Nel 1813 prestò servizio nella Grande Armata e comandò la cavalleria leggera del 13º corpo. Durante la Campagna nel nord-est della Francia comandò tutti i corpi danesi bloccati in Amburgo e rientrò in Francia nel mese di maggio.

### La prima Restaurazione e i Cento Giorni

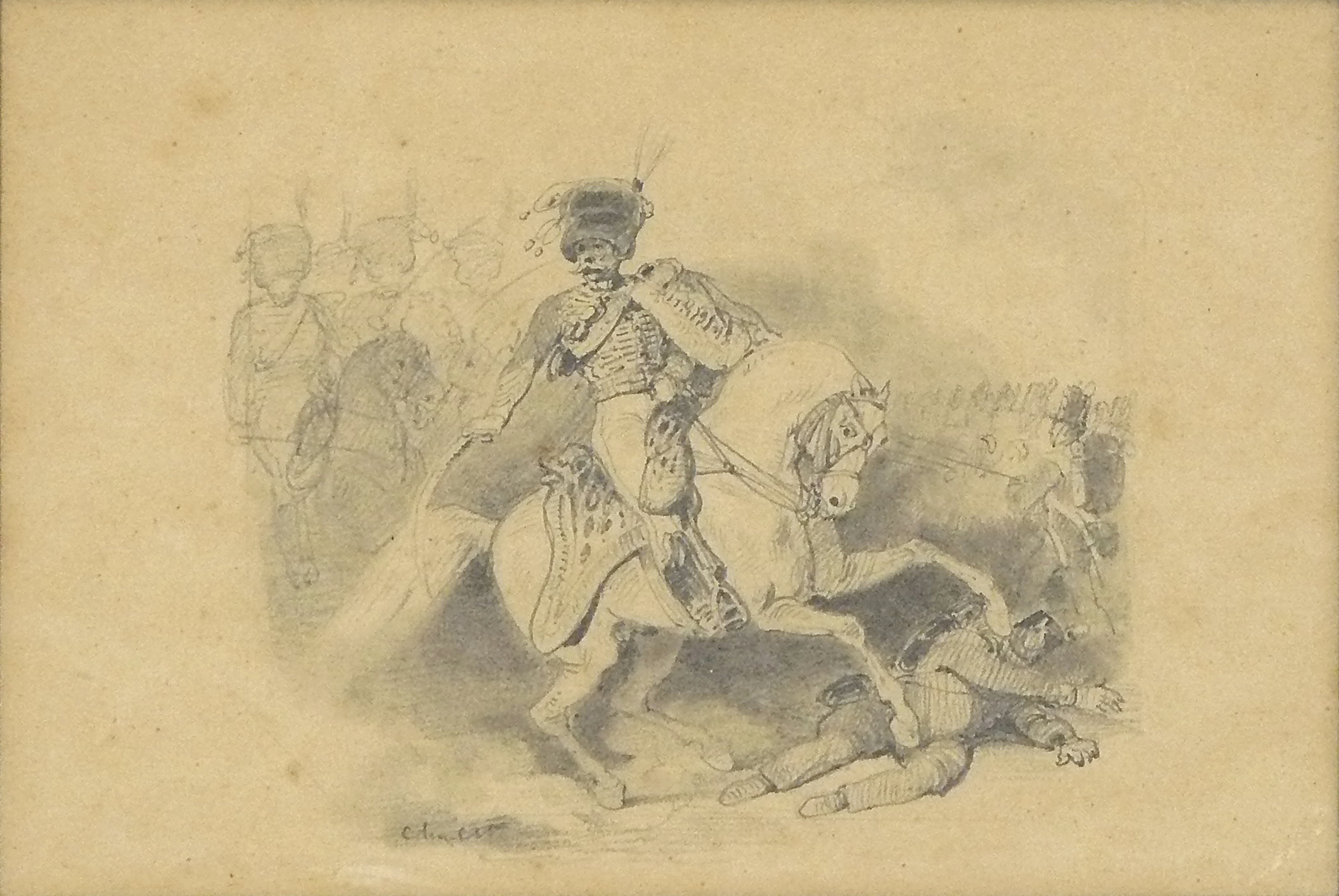
Il generale Lallemand a Waterloo. Disegno di Nicolas Toussaint Charlet pubblicato nel 1842 ne Il Memoriale di Sant'Elena.

Il governo del re lo creò Cavaliere di Saint-Louis e comandante della Legion d'Onore, affidandogli il comando del dipartimento dell'Aisne. Alla notizia dello sbarco di Napoleone a Golfo Juan, egli tentò di coinvolgere le truppe delle guarnigioni di Guise e di Chauny nel movimento che il generale Lefebvre-Desnouettes faceva al comando dei cacciatori reali e volle impadronirsi della città e dell'arsenale di La Fère. Il generale d'Aboville fece fallire questo tentativo e Lallemand fu costretto a travestirsi, per fuggire con quattro ufficiali. Arrestato insieme al fratello il 12 marzo a La Ferté-Milon, fu condotto a Soissons e fu rimesso in libertà solo nove giorni dopo.
Nominato tenente generale il 30 marzo 1815 e Pari di Francia, assunse il comando dei Cacciatori a cavallo della Guardia Imperiale e combatté a Ligny e a Waterloo. Dopo questo disastro partì per Parigi, raggiunse Napoleone a Niort e lo accompagnò a Rochefort. I britannici autorizzarono l'imperatore decaduto a scegliere tre ufficiali che lo accompagnassero, escludendo però i generali Savary (per il suo ruolo nell'Affare del duca d'Enghien) e Lallemand (per aver tradito Luigi XVIII, cui si era allineato durante la prima restaurazione)
Mentre l'imperatore veniva trasferito a bordo del Northumberland, il generale Lallemand fu arrestato a Plymouth e portato a bordo dell' Eurotas per essere condotto con Savary come prigioniero di guerra a Malta.

### L'esilio sotto la Restaurazione
Poco più tardi i due generali appresero che erano stati posti da Fouché, sempre in auge, sulla lista di proscrizione del 24 luglio 1815, articolo 1 (arresto e comparsa dinnanzi a un tribunale di guerra). Quindi essi non furono rimpatriati, con il rischio di essere condannati a morte, come temevano,, ma condotti a Malta come prigionieri di guerra.
I britannici non si auguravano tuttavia di considerare i due ufficiali prigionieri a vita. Il governo fece quindi sapere a Savary e a Lallemand che erano liberi di partire a condizione di prestarsi a fingere un'evasione.. La corona britannica infatti sperava di rimanere in buone relazioni con la Francia, ove si era aperto il processo in contumacia contro di loro.
Alla fine dell'anno 1816 i generali francesi lasciarono la loro prigione maltese e s'imbarcarono su una nave inglese con destinazione Odessa, ma sbarcarono a Smirne. Fu là che nel gennaio 1817 Savary e lui appresero del loro processo: la Camera dei Pari aveva condannato Savary a morte. Quanto a Lallemand, il 1º consiglio di guerra della 1ª divisione militare lo condannò, all'unanimità, alla pena di morte come colpevole di ribellione e tradimento.
Egli passò quindi in Persia, poi s'imbarcò per gli Stati Uniti d'America dove, l'anno successivo, egli armò qualche bastimento leggero allo scopo di fondare nel Texas una colonia di rifugiati francesi che prese il nome di Campo di asilo. Il gruppo fu subito accolto dai fratelli Laffite a Galveston, che li aiutarono a risalire il fiume Trinity fino all'antico insediamento di un forte spagnolo costruito in cima alle scarpate del fiume, presso gli autoctoni Orcoquisa. L'insediamento si trovava in territorio spagnolo ma lontano dalla guarnigione di San Antonio. Tuttavia questa regione a nord dei territori spagnoli era contestato dagli Stati Uniti dopo l'acquisto della Louisiana, che per il momento la consideravano "zona neutra" e si erano impegnati a non pattugliarla né a colonizzarla.
Secondi due rimpatriati, Lallemand e i suoi compagni costruirono quattro forti,, ma in seguito il difficile clima del Texas diede loro parecchie difficoltà.
Poi, nel mese di luglio 1818, vennero a conoscenza del prossimo arrivo di un distaccamento di San Antonio, con lo scopo di cacciare gli intrusi; essi ripiegarono su Galveston, sotto la protezione di Jean Laffite. Dopo la visita di George Graham, messaggero del governo di Washington, Charles Lallemand partì per New Orleans in cerca di provviste. Galveston subì un uragano dal 13 al 15 settembre. A metà ottobre le truppe messicane arrivarono, ma anch'esse piuttosto malandate. Il loro comandante, Juan Castañeda, si rese conto che i francesi non erano più una minaccia e ripartì, ma sulla via del ritorno passò per il Campo di Asilo e impiegò due giorni per distruggere le costruzioni francesi. Egli riconobbe di essere stato fortunato a non dover prendere d'assalto solide fortificazioni.
Lallemand ripartì per New Orléans, ove ottenne la nazionalità Americana. Il resto dei francesi si disperse, sei ufficiali che erano entrati nei ranghi dell'esercito messicano furono inviati a L'Avana al soldo del governo spagnolo; altri rimasero con i filibiustieri; la maggioranza riprese il mare per New Orleans da dove alcuni partirono per l'Alabama, congiungendosi al gruppo francese di Charles Lefebvre-Desnouettes.
Nel 1823 Lallemand si recò a Lisbona, poi a Cadice, per difendere la causa dei costituzionalisti, ma la vittoria dei realisti lo costrinse a toranare negli Stati Uniti.

### La monarchia di luglio

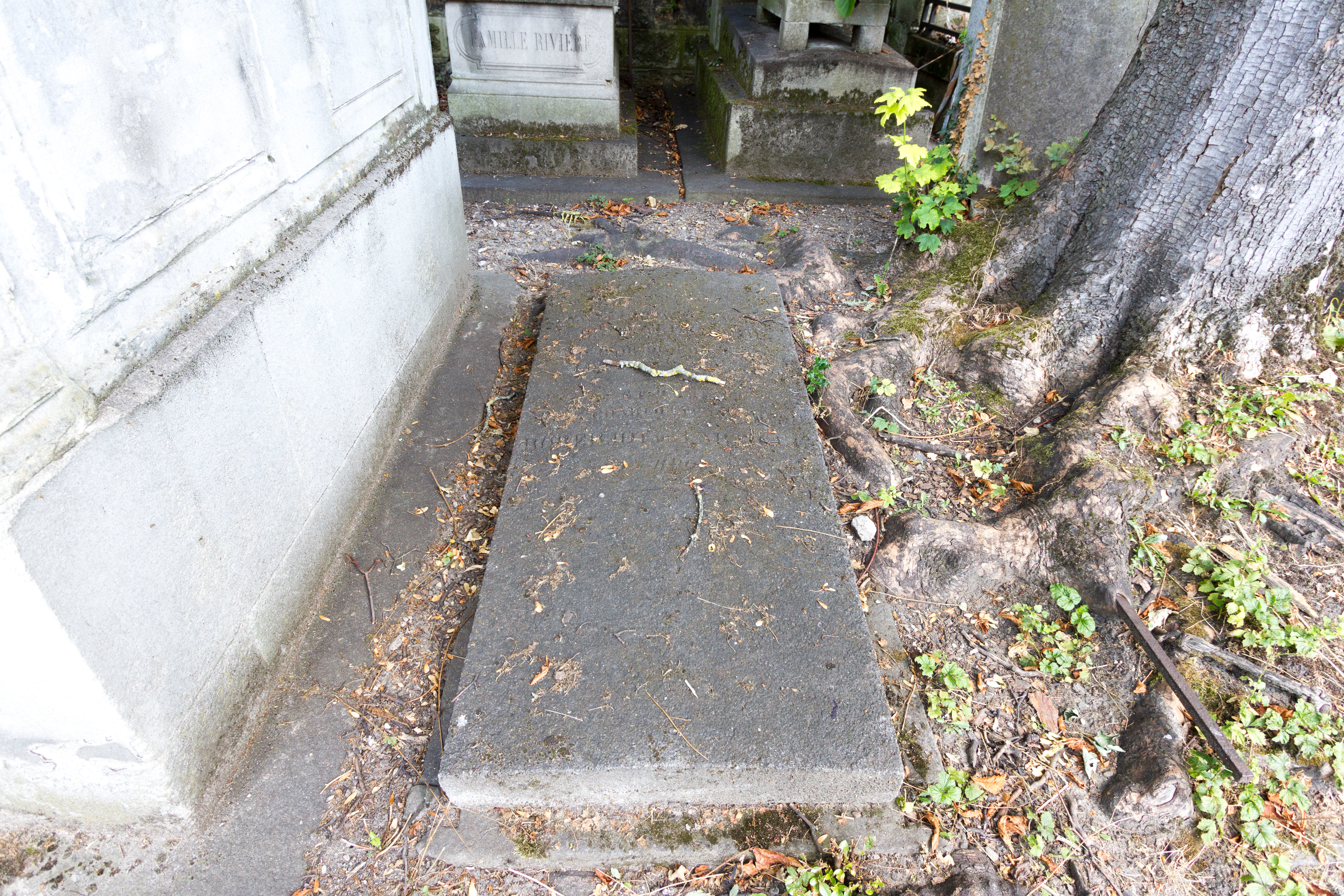
Tomba nel cimitero di Père-Lachaise.

Tornato in Francia a seguito della rivoluzione del 1830, fu riammesso nello Stato Maggiore e nominato poi luogotenente generale, Pari di Francia, comandante di una divisione di cavalleria, ispettore generale della sua arma, comandante della 17ª divisione della Corsica, Grand'Ufficiale della Legion d'Onore, comandante della 10ª divisione di Tolosa, membro del Comitato della fanteria e cavalleria e infine Presidente della giuria esaminatrice della Scuola militare.

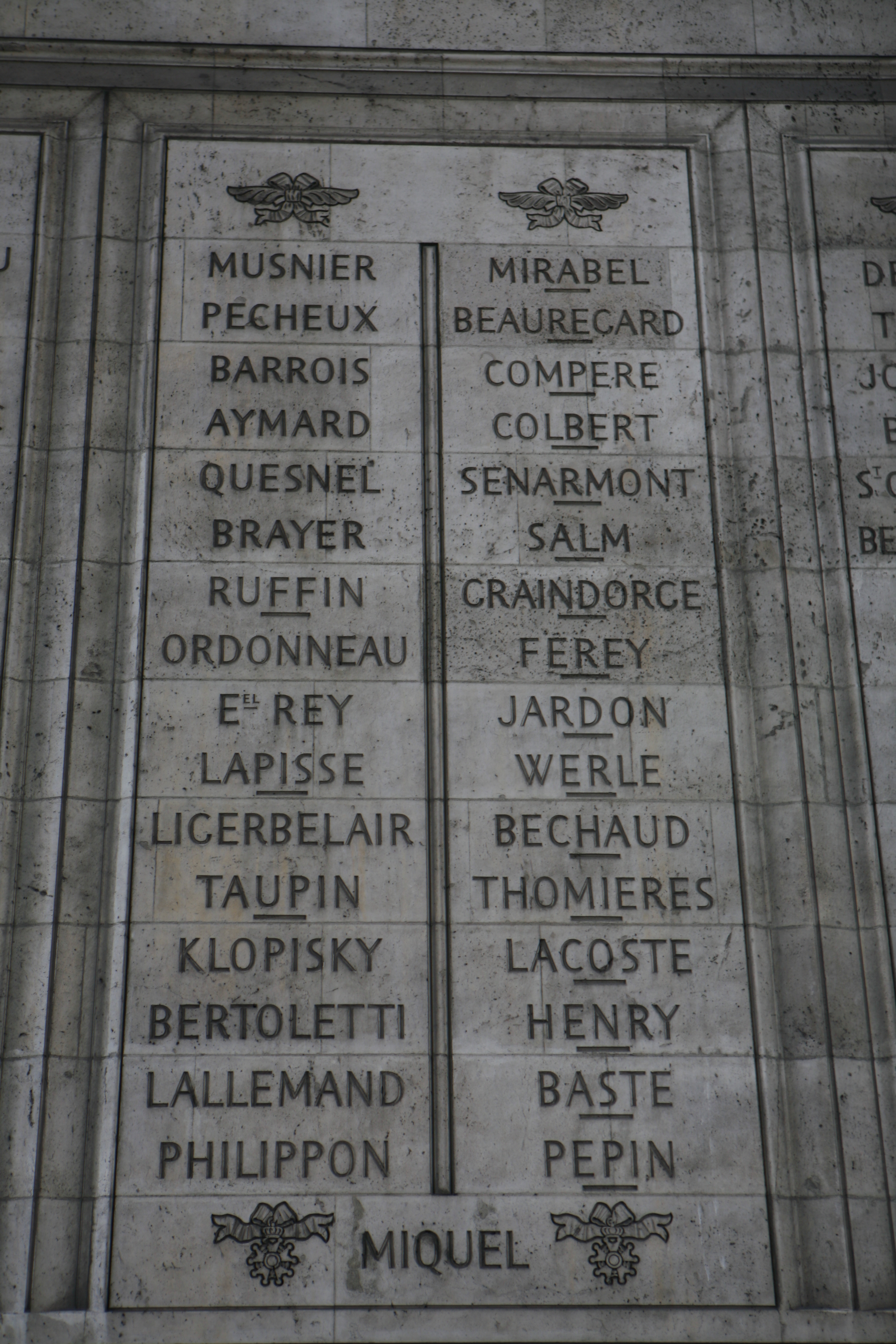
Nomi incisi sotto l'Arco di Trionfo di Parigi: pilastro Ovest, 37ª e 38ª colonna.

Coperto di onori, François Antoine Lallemand morì a Parigi il 9 marzo 1839. La sua salma fu inumata nel Cimitero di Père-Lachaise (31ª divisione). Il suo nome è inciso sotto l'Arco di Trionfo di Parigi.
In letteratura è citato da Honoré de Balzac in La Rabouilleuse, con la scrittura "Lallemant".

## Distinzioni
- Barone dell'Impero (19 giugno 1813)[12]
- Legion d'onore
  - Cavaliere della Legion d'onore, il 14 giugno 1804[13];
  - Ufficiale della Legion d'onore, il 11 luglio 1807[13] ;
  - Comandante della Legion d'onore, il 23 agosto 1814[13] ;
  - Grand Ufficiale della Legion d'onore, il 30 aprile 1835[13].